# 三原鉱
三原鉱（みはらこう、 Miharaite）は、1980年に発表された日本産新鉱物で、東北大学の鉱床学者苣木浅彦などにより、岡山県の三原鉱山から発見された。 化学組成はCu4FePbBiS6で、斜方晶系。産出地の鉱山名から命名された。